# ビルナウイルス科
ビルナウイルス科（びるなういるすか、Family Birnaviridae）とは線状の2本鎖RNA2分子をゲノムとする直径60nmの正20面体構造を持つRNAウイルスの一科。エンベロープを持たないためエーテル耐性である。また、熱、酸、アルカリに安定である。魚類、鳥類、昆虫、軟体動物などに感染するが、特に魚類に感染するウイルスとして重要である。

## 分類
- Genus Aquabirnavirus
  - 伝染性膵臓壊死ウイルス（Infectious pancreatic necrosis virus;IPNV）
  - 黄色尾腹水ウイルス（Yellowtail ascites virus）
  - ベニ貝ウイルス（Tellina virus）
- Genus Avibirnavirus
  - 伝染性ファブリキウス嚢病ウイルス（Infectious bursal disease virus;IBDV）

## その他
- 2019年以降、愛媛県の宇和海でアコヤガイの稚貝が大量死する例が見られた。2022年2月1日、国と愛媛県の研究機関は原因がルナウイルス科に分類される新種のウイルスであることを発表した[1]。